# 899 Jokaste
899 Jokaste, asteroid glavnog pojasa. Otkrio ga je Max Wolf, 3. kolovoza 1918.

## Vanjske poveznice
- Minor Planet Center